# Hamburg, New York
Hamburg är en kommun (town) i Erie County i delstaten New York i USA. Vid 2020 års folkräkning hade Hamburg 60 085 invånare, en ökning med 5,5 % jämfört med folkräkningen 2010. Hamburg har fått sitt namn efter den tyska staden med samma namn.